# Лиценз за пилот любител
Лицензът за пилот любител (на английски: Private Pilot License, PPL) е вид непрофесионален лиценз за пилот. Той се разделя на PPL(A)(A от Aeroplane, т.е. за самолет), PPL(H) (H от Helicopter, т.е. за вертолет) и LAPL (Light Aircraft Pilot License т е. за самолети с максимално излетно тегло под 2 т.)